# Kargopol
Kargopol (ros. Каргополь) – miasto w północnej Rosji, na terenie obwodu archangielskiego, w rejonie kargopolskim, na lewym brzegu rzeki Onegi.

## Historia

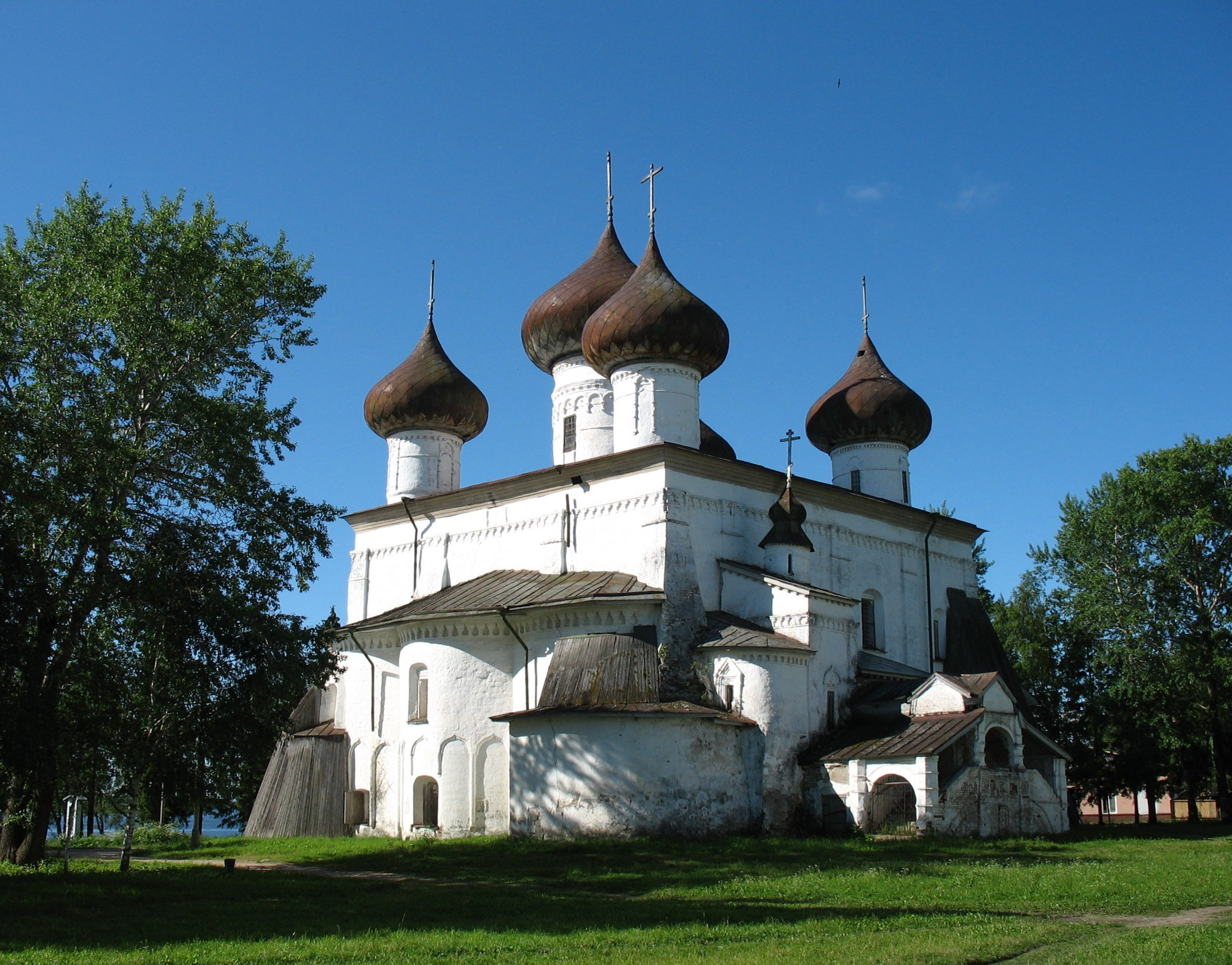
Sobór Narodzenia Pańskiego w Kargopolu

Pierwsza pisana wzmianka o Kargopolu pochodzi z 1447, osada ta nosiła wówczas nazwę Kargopolie, niewątpliwie jednak miejscowość jest znacznie starsza, najprawdopodobniej powstała już w XII w. (podaje się niekiedy datę 1146). W 1784 Kargopol otrzymał prawa miejskie.
W mieście znajduje się zabytkowa cerkiew Zmartwychwstania Pańskiego.
Nazwę Kargopolski nosił 5 Pułk Dragonów.